# Tasha Schwikert
Tasha Schwikert född den 21 november 1984 i Las Vegas, Nevada, är en amerikansk gymnast.
Hon tog OS-brons i lagmångkampen i samband med de olympiska gymnastiktävlingarna 2000 i Sydney.